# Castelo de Elgin
O Castelo de Elgin (em inglês:  Elgin Castle) é um castelo do século XII localizado em Elgin, Moray, Escócia.

## História
Localizado no topo de uma colina, o castelo tornou-se numa fortaleza real no século XII, tendo sido ocupado pelo Rei Eduardo I. O castelo parece ter caído em ruínas no século XV e atualmente resta pouco da estrutura, por tal fato é impossível dizer de que período pertence os fragmentos restantes.
Escavações iniciadas em julho de 1972 até agosto de 1973, tinham o objetivo de estabelecer os limites do castelo, verificar se a colina teria sido natural ou artificialmente elevada e determinar a ocupação inicial. Nos trabalhos realizados foram encontrados alguns pregos de ferro e um fragmento de rocha com uma cruz desenhada, que está exposta no Museu de Elgin.

## Estrutura
As ruínas atuais medem 19,6 m de comprimento por 10,6 metros de largura e com paredes de espessura de 2,5 metros.
O topo da colina está atualmente muito erudida e com alguns espaços em branco, possivelmente devido à retirada de material rochoso usado na construção do Monumento do Duque de Gordon e do Observatório.
Existe uma capela dedicada à Virgem Maria.